# كأس العرب 2025
كأس العرب 2025 (رسميًا: كأس العرب فيفا 2025) ويقال أحياناً له مونديال العرب. ستكون النسخة الحادية عشر من بطولة كأس العرب بتنظيم الاتحاد الدولي لكرة القدم، ستستضيفها قطر في الفترة ما بين 1 و18 ديسمبر 2025. ستكون هذه المرة الثالثة الت تستضيف فيها قطر الحدث بعد نسختي 1998 و2021. حامل اللقب هو المنتخب الجزائري.

## المنتخبات المشاركة

### التصفيات
من بين 23 منتخباً مشاركاً، تأهلت تلقائيًا إلى مرحلة المجموعات كلٌ من قطر، الدولة المضيفة، والجزائر، حاملة اللقب، والفرق السبعة الأعلى تصنيفًا المتبقية بناءً على تصنيف الفيفا العالمي لشهر أبريل 2025. ستلعب الفرق الـ 14 المتبقية سبع مباريات تأهيلية من مباراة واحدة، ويتأهل الفائزون السبعة إلى مرحلة المجموعات. في مرحلة المجموعات، ستكون هناك أربع مجموعات من أربعة فرق بنظام الدوري من دور واحد، ويتأهل أفضل فريقين من كل مجموعة إلى مرحلة خروج المغلوب، والتي ستتكون من ربع النهائي، نصف النهائي، مباراة المركز الثالث والنهائي.
أُقرِنت المنتخبات الأربعة عشر في التصفيات بناءً على تصنيف الفيفا العالمي لشهر أبريل 2025، وتتكون من أقل سبعة فرق تصنيفًا من كل من الاتحاد الآسيوي والاتحاد الإفريقي لكرة القدم. يلعب أعلى فريق تصنيفًا في قارة آسيا مع أدنى فريق تصنيفًا في قارة إفريقيا، ويلعب ثاني أعلى فريق تصنيفًا في قارة آسيا مع ثاني أدنى فريق تصنيفًا في قارة إفريقيا، وهكذا دواليك، مما يُسفر عن سبع مواجهات بين الاتحادات القارية. سيحتل الفائزون في مباريات التصفيات 1 و2 و3 المراكز 2 و3 و4 في الوعاء 3 للقرعة النهائية للبطولة، بينما سيُوضع الفائزون في المباريات الأربع المتبقية في الوعاء 4 بالترتيب.

#### النتائج
ستلتقي الفرق الأربعة عشر الأقل تصنيفًا في تصنيف الفيفا العالمي لشهر أبريل 2025 يومي 25 و26 نوفمبر في مباراة خروج المغلوب. سيواجه أفضل فريق في آسيا أقل فريق في أفريقيا، بينما سيواجه ثاني أفضل فريق في آسيا ثاني أقل فريق في أفريقيا وهكذا.
| فريق 1  | نتيجة | فريق 2       |
| ------- | ----- | ------------ |
| عمان    | v     | الصومال      |
| البحرين | v     | جيبوتي       |
| سوريا   | v     | جنوب السودان |
| فلسطين  | v     | ليبيا        |
| لبنان   | v     | السودان      |
| الكويت  | v     | موريتانيا    |
| اليمن   | v     | جزر القمر    |

### قائمة المنتخبات
المفتاح
- منتخبات تأهلت لدور المجموعات دون خوض التصفيات.
- منتخبات تأهلت لدور المجموعات عن طريق التصفيات.
- منتخبات أقصيت عن طريق التصفيات.
- بالغليظ: أي أن المنتخب بطل تلك النسخة.

| المنتخب                  | كونفيدرالية      | مشاركة رقم | المشاركات السابقة                                        | تصنيف الفيفا | المدرب         |
| ------------------------ | ---------------- | ---------- | -------------------------------------------------------- | ------------ | -------------- |
| المغرب                   | الاتحاد الأفريقي | 5          | 4 (1998، 2002، 2012، 2021)                               | 12           | طارق السكتيوي  |
| مصر                      | الاتحاد الأفريقي | 6          | 5 (1988، 1992، 1998، 2012، 2021)                         | 32           | حسام حسن       |
| الجزائر (حامل اللقب)     | الاتحاد الأفريقي | 4          | 3 (1988، 1998، 2021)                                     | 36           | مجيد بوقرة     |
| تونس                     | الاتحاد الأفريقي | 4          | 3 (1963، 1988، 2021)                                     | 49           | سامي الطرابلسي |
| قطر (المضيف)             | الاتحاد الآسيوي  | 4          | 3 (1985، 1998، 2021)                                     | 55           | جولين لوبيتيغي |
| السعودية                 | الاتحاد الآسيوي  | 8          | 7 (1985، 1988، 1992، 1998، 2002، 2012، 2021)             | 58           | هيرفيه رونار   |
| العراق                   | الاتحاد الآسيوي  | 7          | 6 (1964، 1966، 1985، 1988، 2012، 2021)                   | 59           | غراهام أرنولد  |
| الأردن                   | الاتحاد الآسيوي  | 10         | 9 (1963، 1964، 1966، 1985، 1988، 1992، 1998، 2002، 2021) | 62           | جمال السلامي   |
| الإمارات العربية المتحدة | الاتحاد الآسيوي  | 3          | 2 (1998، 2021)                                           | 65           | كوزمين أولاريو |
| عمان                     | الاتحاد الآسيوي  | —          | 2 (1966، 2021)                                           | 77           |                |
| البحرين                  | الاتحاد الآسيوي  | —          | 6 (1966، 1985، 1988، 2002، 2012، 2021)                   | 84           |                |
| سوريا                    | الاتحاد الآسيوي  | —          | 8 (1963، 1966، 1988، 1992، 1998، 2002، 2012، 2021)       | 93           |                |
| فلسطين                   | الاتحاد الآسيوي  | —          | 5 (1966، 1992، 2002، 2012، 2021)                         | 101          |                |
| جزر القمر                | الاتحاد الأفريقي | —          | —                                                        | 105          |                |
| موريتانيا                | الاتحاد الأفريقي | —          | 2 (1985، 2021)                                           | 110          |                |
| لبنان                    | الاتحاد الآسيوي  | —          | 8 (1963، 1964، 1966، 1988، 1998، 2002، 2012، 2021)       | 112          |                |
| السودان                  | الاتحاد الأفريقي | —          | 4 (1998، 2002، 2012، 2021)                               | 114          |                |
| ليبيا                    | الاتحاد الأفريقي | —          | 4 (1964، 1966،1998، 2012)                                | 117          |                |
| الكويت                   | الاتحاد الآسيوي  | —          | 8 (1963، 1964، 1966،1988، 1992، 1998، 2002، 2012)        | 134          |                |
| اليمن                    | الاتحاد الآسيوي  | —          | 3 (1966، 2002، 2012)                                     | 158          |                |
| جنوب السودان (مدعو)      | الاتحاد الأفريقي | —          | —                                                        | 170          |                |
| جيبوتي                   | الاتحاد الأفريقي | —          | —                                                        | 192          |                |
| الصومال                  | الاتحاد الأفريقي | —          | —                                                        | 201          |                |

1. ↑  أسماء المدربين الذين قادوا منتخباتهم في البطولة النهائية فقط.

## القرعة
أُجريت قرعة مرحلة المجموعات يوم 25 مايو 2025، الساعة 20:00 بتوقيت غرينتش، في فندق رافلز بالدوحة، قطر. وأدارها خايمي يارزا، مدير المسابقات في الاتحاد الدولي لكرة القدم، وأربعة لاعبين حاليين وسابقين: حسن الهيدوس (قطر)، رابح ماجر (الجزائر)، ياسر القحطاني (السعودية) ووائل جمعة (مصر).

### الآلية
تم توزيع الفرق الستة عشر على أربع مجموعات، تضم كل منها أربعة فرق. بدأت القرعة بالوعاء الأول وانتهت بالوعاء الرابع، حيث تم اختيار فريق وتعيينه في أول مجموعة متاحة في موقعه (أي المركز الأول للوعاء الأول). وُضعت قطر، الدولة المضيفة، والجزائر، بطلة كأس العرب 2021، تلقائيًا في الوعاء الأول، ووُضعتا في المركزين أ1 ود1 على التوالي. وُضعت الفرق المتأهلة تلقائيًا المتبقية في أوعيتها الخاصة بناءً على تصنيف الفيفا العالمي لشهر أبريل 2025 (كما هو موضح أدناه). انضمت الإمارات العربية المتحدة، صاحبة أدنى تصنيف في التأهل التلقائي، إلى الوعاء الثالث، الفائزون في مباريات التصفيات من 1 إلى 3، بينما سيضم الوعاء الرابع الفائزون في مباريات التصفيات من 4 إلى 7.
| المنتخب              | الترتيب |
| -------------------- | ------- |
| قطر (المضيف)         | 55      |
| الجزائر (حامل اللقب) | 36      |
| المغرب               | 12      |
| مصر                  | 32      |

| المنتخب  | الترتيب |
| -------- | ------- |
| تونس     | 49      |
| السعودية | 58      |
| العراق   | 59      |
| الأردن   | 62      |

| المنتخب                  | الترتيب |
| ------------------------ | ------- |
| الإمارات العربية المتحدة | 65      |
| المتأهل 1                | —       |
| المتأهل 2                | —       |
| المتأهل 3                | —       |

| المنتخب   | الترتيب |
| --------- | ------- |
| المتأهل 4 | —       |
| المتأهل 5 | —       |
| المتأهل 6 | —       |
| المتأهل 7 | —       |

### النتائج
| المرتبة | المنتخب               |
| ------- | --------------------- |
| أ1      | قطر (المضيف)          |
| أ2      | تونس                  |
| أ3      | سوريا أو جنوب السودان |
| أ4      | فلسطين أو ليبيا       |

| المرتبة | المنتخب            |
| ------- | ------------------ |
| ب1      | المغرب             |
| ب2      | السعودية           |
| ب3      | عمان أو الصومال    |
| ب4      | اليمن أو جزر القمر |

| المرتبة | المنتخب                  |
| ------- | ------------------------ |
| ج1      | مصر                      |
| ج2      | الأردن                   |
| ج3      | الإمارات العربية المتحدة |
| ج4      | الكويت أو موريتانيا      |

| المرتبة | المنتخب              |
| ------- | -------------------- |
| د1      | الجزائر (حامل اللقب) |
| د2      | العراق               |
| د3      | البحرين أو جيبوتي    |
| د4      | لبنان أو السودان     |

## الملاعب
في 24 مايو 2025، أعلنت اللجنة المنظمة القطرية عن الملاعب الستة التي ستستضيف البطولة، والتي استُخدمت جميعها لكأس العالم 2022. كما أُعلن أنه على غرار المسابقة المذكورة أعلاه، سيستضيف استاد البيت المباراة الافتتاحية بينما يستضيف ملعب لوسيل المباراة النهائية.
| لوسيل                   | الخور            | لوسيل الدوحة الخور الريانكأس العرب 2025 (قطر)      |
| ----------------------- | ---------------- | -------------------------------------------------- |
| ملعب لوسيل              | استاد البيت      | لوسيل الدوحة الخور الريانكأس العرب 2025 (قطر)      |
| السعة: 88٬966           | السعة: 60٬000    | لوسيل الدوحة الخور الريانكأس العرب 2025 (قطر)      |
|                         |                  | لوسيل الدوحة الخور الريانكأس العرب 2025 (قطر)      |
| الريان                  | الدوحة           | لوسيل الدوحة الخور الريانكأس العرب 2025 (قطر)      |
| استاد خليفة الدولي      | استاد 974        | لوسيل الدوحة الخور الريانكأس العرب 2025 (قطر)      |
| السعة: 45٬857           | السعة: 40٬000    | لوسيل الدوحة الخور الريانكأس العرب 2025 (قطر)      |
|                         |                  | المدينة التعليمية 974 خليفةكأس العرب 2025 (الدوحة) |
| الريان                  |                  |                                                    |
| استاد المدينة التعليمية | ملعب أحمد بن علي |                                                    |
| السعة: 45٬350           | السعة: 44٬740    |                                                    |
|                         |                  |                                                    |

## مرحلة المجموعات

### المجموعة الأولى
| م | الفريق                | لعب | ف | ت | خ | أ.له | أ.ع | أ.ف | نقاط | التأهل                       |
| - | --------------------- | --- | - | - | - | ---- | --- | --- | ---- | ---------------------------- |
| 1 | قطر (H)               | 0   | 0 | 0 | 0 | 0    | 0   | 0   | 0    | يتقدم إلى مرحلة خروج المغلوب |
| 2 | تونس                  | 0   | 0 | 0 | 0 | 0    | 0   | 0   | 0    | يتقدم إلى مرحلة خروج المغلوب |
| 3 | سوريا أو جنوب السودان | 0   | 0 | 0 | 0 | 0    | 0   | 0   | 0    |                              |
| 4 | فلسطين أو ليبيا       | 0   | 0 | 0 | 0 | 0    | 0   | 0   | 0    |                              |

### المجموعة الثانية
| م | الفريق             | لعب | ف | ت | خ | أ.له | أ.ع | أ.ف | نقاط | التأهل                       |
| - | ------------------ | --- | - | - | - | ---- | --- | --- | ---- | ---------------------------- |
| 1 | المغرب             | 0   | 0 | 0 | 0 | 0    | 0   | 0   | 0    | يتقدم إلى مرحلة خروج المغلوب |
| 2 | السعودية           | 0   | 0 | 0 | 0 | 0    | 0   | 0   | 0    | يتقدم إلى مرحلة خروج المغلوب |
| 3 | عمان أو الصومال    | 0   | 0 | 0 | 0 | 0    | 0   | 0   | 0    |                              |
| 4 | اليمن أو جزر القمر | 0   | 0 | 0 | 0 | 0    | 0   | 0   | 0    |                              |

### المجموعة الثالثة
| م | الفريق                   | لعب | ف | ت | خ | أ.له | أ.ع | أ.ف | نقاط | التأهل                       |
| - | ------------------------ | --- | - | - | - | ---- | --- | --- | ---- | ---------------------------- |
| 1 | مصر                      | 0   | 0 | 0 | 0 | 0    | 0   | 0   | 0    | يتقدم إلى مرحلة خروج المغلوب |
| 2 | الأردن                   | 0   | 0 | 0 | 0 | 0    | 0   | 0   | 0    | يتقدم إلى مرحلة خروج المغلوب |
| 3 | الإمارات العربية المتحدة | 0   | 0 | 0 | 0 | 0    | 0   | 0   | 0    |                              |
| 4 | الكويت أو موريتانيا      | 0   | 0 | 0 | 0 | 0    | 0   | 0   | 0    |                              |

### المجموعة الرابعة
| م | الفريق            | لعب | ف | ت | خ | أ.له | أ.ع | أ.ف | نقاط | التأهل                       |
| - | ----------------- | --- | - | - | - | ---- | --- | --- | ---- | ---------------------------- |
| 1 | الجزائر           | 0   | 0 | 0 | 0 | 0    | 0   | 0   | 0    | يتقدم إلى مرحلة خروج المغلوب |
| 2 | العراق            | 0   | 0 | 0 | 0 | 0    | 0   | 0   | 0    | يتقدم إلى مرحلة خروج المغلوب |
| 3 | البحرين أو جيبوتي | 0   | 0 | 0 | 0 | 0    | 0   | 0   | 0    |                              |
| 4 | لبنان أو السودان  | 0   | 0 | 0 | 0 | 0    | 0   | 0   | 0    |                              |